# Ерін Моргенштерн
Ерін Моргенштерн (англ. Erin Morgenstern, нар. 8 липня 1978, Маршфілд, Массачусетс, США) — американська письменниця та мультимедійна художниця. Відома фентезійним романом «Нічний цирк», який вийшов 2011 року.

## Біографія
Народилася 8 липня 1978 року в містечку Маршдфілд, Массачусетс, США. 2000 року закінчила коледж Сміта (Нортгемптон, Массачусетс), де спеціалізувалася на театральному та студійному мистецтві. Окрім письменницької діяльності, вона також малює, зазвичай аквареллю (створила карти таро «Фантомвайз»). З 2003 року брала участь у конкурсі «Нанораймо», а у листопаді 2005 року вперше зачепила тему, яка, як відомо, переросла у роман «Нічний цирк» (2011). У травні 2010 року підписала контракт з літературним агентством «Інквелл Менеджмент» (Inkwell Management), а вже у вересні цього ж року продала свій дебютний роман «Нічний цирк» видавництву «Даблдей» (Doubleday), яке опублікувало твір у вересні 2011 року. Також протягом п'яти років на основі фотографій писала короткі розповіді на 10 речень, які зрештою отримали назву «Золотисто-білі казки».
У 2019 році вийшов новий роман Моргенштерн «Беззоряне море».
Живе у Нью-Йорку.

## «Нічний цирк»
Роман «Нічний цирк» — це фантасмагорична казка про магію та історію кохання, події якої відбуваються в неісторичному Лондоні XIX століття. Книгу порівнюють з «Гаррі Поттером» Джоан Роулінг та з творами таких авторів як: Ніл Гейман, Рей Бредбері, Сюзанна Кларк та Стівен Міллгаузер. Твір націлений на підліткову аудиторію. Перший наклад книги перетнув позначку у 175, 000 екземплярів; права на переклад твору викупили 30 країн світу, серед яких й Україна. Право на екранізацію отримала незалежна американська кіностудія «Summit Entertainment». Книга «Нічний цирк» вийшла також у форматі аудіокниги (читає Джім Дейл). Британське видання «Harvill Secker» домовилося зі студією відеоігор «Failbetter Games» про створення гри-головоломки, яка супроводжувала б книгу. 2012 року книга «Нічний цирк» отримала премію «Алекс» від Американської бібліотечної асоціації та премію «Локус» у категорії «Найкращий перший роман». Ба більше, протягом семи тижнів твір перебував на вершині списку бестселерів від «Нью-Йорк Таймз».

## Українські переклади
- Ерін Морґенштерн. Нічний цирк: роман. Переклад з англійської: Єлена Даскал. Харків: Vivat, 2017. 480 стор. ISBN 9789661434324
- У січні 2020 року видавництво Vivat повідомило про плани видати український переклад роману «Беззоряне море»[17].